# Русаков, Арсений Васильевич
Арсе́ний Васи́льевич Русако́в(21 июля 1885 года, Тверь — 12 апреля 1953 года) — патологоанатом, доктор медицинских наук, профессор, заведующий кафедрой судебной медицины 1 ММИ, заведующий отделением Института скорой помощи им. Н. В. Склифосовского. Брат И.В.Русакова.

## Биография
Арсений Русаков родился 21 июля 1885 года в многодетной семье (в семье было 8 детей) управляющего завода в городе Твери. Его отец — бывший крепостной крестьянин, который выкупился на свободу незадолго до отмены крепостного права.
Поступил на медицинский факультет МГУ. За участие в студенческих волнениях был отчислен с 3-го курса. С 1906 по 1909 обучался в Мюнхенском университете на медицинском факультете. 
Принимал участие в ликвидации эпидемии чумы в Забайкалье (1911—1913 гг.). С 1913-го по 1915 год работал прозектором в патологоанатомическом отделении Сокольнической больницы, в 1915—1918 гг. служил в армии в должности заведующего лабораторией эвакопункта.
С 1920 года и до конца жизни — заведующий патологическим отделением Шереметьевской больницы, сейчас Институт скорой помощи им. Н. В. Склифосовского.
В 1930-1931 гг. — старший научный сотрудник Научно-исследовательского института физиологии Наркомпроса, основанного Л.С.Штерн.
В 1931 году по плану, разработанному Русаковым, был построен патологоанатомический корпус Института скорой помощи им. Н. В. Склифосовского. По тем временам оснащение корпуса было новаторским: несколько больших морозильных камер, аудитория, рентгеновские установки для научных исследований, операционная для экспериментальных работ и т.д. Это был научный центр, куда приезжали крупнейшие ученые не только Москвы, но и других городов.
С 1931 года — судебно-медицинский эксперт города Москвы.
В 1939 году защитил диссертацию на тему «Очерки нормальной и патологической физиологии костной ткани», за которую ему сразу была присвоена степень доктора медицинских наук и звание профессора. 
В период с 1940 по 1951 гг. А.В. Русаков возглавлял кафедру судебной медицины в Центральном институте усовершенствования врачей, затем в Первом и Втором Московских медицинских институтах.
В годы Великой Отечественной войны А.В. Русаков был одним из тех, кто наладил поставку консервированной крови с комплектом для капельных вливаний в госпитали фронта. За этот труд был удостоен Государственной премии.
Ночью 5 марта 1953 года вместе с учёными Н. А Краевским, А. П Авцином, А. И. Струковым и лечащими профессорами проводил вскрытие И. В. Сталина. Написал заявление, что Сталин был отравлен и вскоре после этого скончался.
Похоронен на Новодевичьем кладбище в Москве.

## Научно-педагогическая деятельность
Он создал новое оригинальное учение о физиологии и патологии костей, рассматривая патологические процессы в костной ткани в тесной связи с особенностями функционирования всего организма. Именно эта многофакторность определяет реактивность костной ткани и ее изменения в ходе физиологических и патологических реакций. 
А.В.Русаков впервые описал бесклеточное пазушное рассасывание кости, связанное с быстрой ее перестройкой, и процесс развития асептических некрозов костей;  подтвердил возможность внеклеточного образования парапластических волокон и непосредственную трансформацию хрящевой ткани в костную, установил взаимосвязь между костью и костным мозгом.  Арсению Васильевичу принадлежит приоритет в установлении механизмов развития таких заболеваний, как костно-миелодисплазия, несовершенный хондрогенез и несовершенный десмогенез (см. его работу «Патологическая анатомия болезней костной системы»).
Еще одна область научной деятельности А.В.Русакова — изучение физиологической взаимосвязи почек, костной системы и паращитовидных желез.
Важным наследием А.В. Русакова является создание школы учеников и последователей, не только разрабатывавших его идеи, но и претворявших в жизнь организационные принципы патолого-анатомической службы. Среди его учеников — Тамара Павловна Виноградова, Николай Константинович Пермяков, Тамара Константиновна Осипенкова-Вичтомова, Павел Федорович Калитеевский, Мария Александровна Сапожникова и др..
А. В. Русакову принадлежит более 60 научных работ, в том числе, 2 монографии.

## Семья
Жена — Елизавета Васильевна, урожд. Всесвятская (1890—1973), сестра Б.В.Всесвятского.
Сыновья: Артемий Арсеньевич Русаков (1918—2012), Тарас Арсеньевич Русаков (1926—1994) — физики.

#### Братья и сестры
- Сестра — Мария Васильевна Русакова, в замуж. Веллинг (1869—1942). 
  - Племянники: Константин Константинович Веллинг (1889—1920), врач [9] и Борис Константинович Веллинг, летчик, участник первых советских перелетов.
- Брат — Василий Васильевич Русаков (1871—1937), инженер. До революции работал на паровозостроительном заводе в Мытищах. Репрессирован[10].
- Брат — Сергей Васильевич Русаков (1873—после 1944), инженер, заместитель директора на Московской ГЭС.
- Брат — Русаков Иван Васильевич (1877—1921).
- Сестра — Екатерина Васильевна Русакова, в замуж. Ганшина (1880—1943). Ее муж — Никон Николаевич Ганшин, сын Николая Алексеевича Ганшина, промышленника, благотворителя, городского головы и  председателя городской Думы города Юрьев-Польский. 
  - Племянник — Виктор Никонович Ганшин (1903—1959), актер[11].
- Сестра — Зинаида Васильевна Русакова, в замуж. Коробова (1883—1976).
- Сестра — Еликанида Васильевна Русакова, в замуж. Маслова (1889—1970).

## Научные работы
- Очерк патологоанатомического исследования 3-х случаев фиброзной остеодистрофии // Русская клиника. — 1927. — т. 7, № 34.
- Русаков А. В., Скундина М. Г., О свертываемости трупной крови // Архив патологической анатомии и патологической физиологии, 1935, т. I, вып. 2.
- Патологическая анатомия болезней костной системы. Монография (1949, 1959)
- Очерки по инфектологии. Монография (1953)

## Награды
- Премия АМН СССР им. А.И. Абрикосова (1962)
- Государственная премия СССР (1967)